# Felipe Kolombo
Felipe Kolombo Egija (šp. Felipe Colombo Eguía) je veoma popularan meksičko-argentinski glumac i pevač. Širom sveta se proslavio u kao Manuel Agire u seriji "Buntovnici" i kao pevač u kvartetu Erreway. Nadimci su mu Feli i Felu.

## Rana karijera
Felipe je sin glumaca Huana Karlosa Kolomba i Patrisije Egija. Ima stariju sestru. Odrastao je u Meksiku, a onda se u drugoj polovini devedesetih preselio u Argentinu. Trenutno živi u Buenos Ajresu.
Karijeru je započeo u seriji Sonata de luna (1992), a prvu veću ulogu imao je iste godine u seriji Deda i ja. Nakon što je glumio u nekoliko meksičkih serija, priključio se serijalu "Mali Anđeli" (1995). Tu je tumačio Felipea Mehijasa.
Takođe je 2001. igrao Felipea Mehijasa u seriji Mali Anđeli, Istorija i filmu Mali Anđeli: Zraci Svetla.

## Buntovnici
Ipak, svetsku slavu dostigao je 2002. godine u seriji "Buntovnici". U ovoj seriji je glumio Manuela Agirea, jednu od glavnih uloga, i tako postao član grupe Erreway. Sa grupom je snimio tri albuma, imao nekoliko turneja i snimio film Erreway: 4 Puta (4 Caminos). Onda se grupa razišla.

## Dalja gluma
Dalja glumačka karijera se nastavila uzlaznom putanjom. Glumio je u serijama Floricienta (2004), Doble Vida(2005) i Amor Mío (2006), a zatim u filmu Cañitas. Presencia (2007). 
Trenutno glumi Luča Fiera u seriji Son de Fierro, koja je jedna od najgledanijih argentinskih serija ikada. U seriji glumi sa argentinski velikanom Eduardom Laportijem.

## Ponovo sa grupom Erreway
2006. godine, Erreway je imao turneju po Španiji, gde su promovisali svoju kompilaciju hitova El Disco de Rebelde Way. Ipak, bila su prisutna samo tri člana, Kamila Bordonaba, Benhamin Rohas i Felipe, bez Luisane Lopilato. Trojka je nastavila sa radom 2007. godine, kada su izdali album Vuelvo. U septembru 2007. su krenuli na turneju po Španiji, a svi koncerti su im rasprodati.

## Privatnost
Pet godina se zabavljao sa Luisanom Lopilato. Raskinuli su pred početak snimanja serije "Buntovnici". "Lu je osoba kakva se retko sreće u životu. To je bilo više od privlačnosti među glumcima. Zaista sam je voleo", kaže Felipe o ovoj vezi, i dodaje: "Iza nas je 5 godina zajedničke sreće. Oboje bismo želeli da uzroci našeg raskida ostanu tajna".
Kolale su priče da su se Felipe i Kamila Bordonaba zaljubili na snimanju serije Son de Fierro. "To su gluposti", rekao je Felipe, "Kami mi je kao sestra, njoj mogu sve da kažem".
Trenutno je u vezi sa izvesnom Dolores.

## O Felipeu...
- Omiljeni sport mu je fudbal i navija za klub "Boca".
- Omiljena boja mu je bela.
- Omiljena grupa mu je Led zepelin, a pevač Erik Klepton.
- Svira gitaru.

## Filmografija
Filmovi
- Cañitas. Presencia (2007) ... Emmanuel
- Erreway: 4 Caminos (4 Caminos) (2004) ... Manuel
- Chiquititas: Rincón de Luz (Mali Anđeli: Zraci Svetla) (2001) ... Camila Bustillo

TV
- Son de Feirro (2007) ... Lucho Fierro
- Amor Mío (2006) ... Chamaco
- Doble Vida (Dvostruka Igra) (2005) ... Pastor
- Floricienta (2004) ... Miki
- Rebelde Way (Buntovnici) (2002 — 2003) ... Manuel Aguirre
- Chiquititas: La Historia (Mali Anđeli: Istorija)(2001) ... Felipe Mejías
- El Paje (1999)
- Mujer, Casos de la Vida Real (1996)
- Agujetas de Color de Rosa (1994)
- Ángeles sin Paraíso (1992)
- El Buelo y Yo (Deda i ja) (1992) ... Felipín
- Sonata de Luna (1992)
- Pozorište
- Chiquititas (Mali Anđeli) (1995 — 2001) ... Felipe Mejías